# Fernando de Fuentes
Fernando de Fuentes Carrau, cunoscut mai ales ca Fernando de Fuentes (n. 13 decembrie 1894, Estado de Veracruz, Mexic – d. 4 iulie 1958, Ciudad de México, Mexic) a fost un regizor, editor, scenarist și producător de filme mexican, considerat a fi un pionier al industriei filmului mondial. Este cel mai bine cunoscut pentru filmele sale fanion: El prisionero trece, El compadre Mendoza, și minunatul Vámonos con Pancho Villa, toate părți ale sale din Trilogia Revoluției, dedicată prezentării complet „nemachiate” a Revoluției Mexicane.
În cel mai popular și cel mai bine cunoscut pentru filmul său anti - epic și persiflant ¡Vámonos con Pancho Villa! (în română, Haideți cu Pancho Villa!, lansat la 31 decembrie 1936), demontează mitul popular al celebrului revoluționar și general mexican Pancho Villa, prezentându-l pe acesta în adevărata sa lumină, aceea de individ însetat de putere, care ar face orice pentru a o dobândi.
De Fuentes este considerat un pionier în filmele mexicane și un regizor cu adevărat talentat, combinând abilitățile tehnice excelente cu un simț extraordinar. A „inventat” genul cinematografic al comediei mexicane ranchera, cu Allá en el Rancho Grande (1936), primul film mexican cu mare succes pe piețele externe. L-a descoperit pe Gabriel Figueroa și a fost un pionier în genuri filmice precum horror, melodramă și istorie.

## Scurtă prezentare a carierei profesionale
- 1920 — editor și asistent de regie
- 1932 — primul film ca regizor, El anónimo, (Anonimul), Nacional Productora de Películas,
- 1942 — director și producător al companiei de film Grovas
- 1945 — co-fondator al companiei Diana Films

## Filmografie ca regizor
- 1932 — El anónimo - (Anonimul)
- 1933 — El prisionero trece - (Prizonierul treispezece)
- 1933 — La calandria - (Calendarul)
- 1933 — El tigre de Yautepec - (Tigrul din Yautepec)
- 1933 — El compadre Mendoza - (Prietenul Mendoza)
- 1934 — El fantasma del convento - (Fantoma mănăstirii)
- 1934 — Cruz diablo - (Crucea diavolului)
- 1935 — ¡Vámonos con Pancho Villa! – (Haideți cu Pancho Villa!)
- 1935 — La familia Dressel  – (Familia Dressel)
- 1935 — Petróleo - (Petrol)
- 1936 — Las mujeres mandan – (Femeile conduc)
- 1936 — Allá en el Rancho Grande - (Acolo, în ferma mare)
- 1936 — Desfile deportivo - (Paradă sportivă)
- 1937 — Bajo el cielo de México - (Sub cerul Mexicului)
- 1937 — La Zandunga
- 1938 — La casa del ogro - (Casa căpcăunului)
- 1939 — Papacito lindo – (Dulcele de tată)
- 1940 — Allá en el trópico - (Acolo, la tropice)
- 1940 — El jefe máximo - (Șeful suprem)
- 1940 — Creo en Dios - (Cred în Dumnezeu)
- 1941 — La gallina clueca - (Găina încântătoare)
- 1942 — Así se quiere en Jalisco - (Așa se dorește în Jalisco)
- 1943 — Doña Bárbara - (Domnișoara Barbara)
- 1943 — La mujer sin alma - (Femeia fără suflet)
- 1944 — El rey se divierte - (Regele se distrează)
- 1945 — Hasta que perdió Jalisco - (Până când Jalisco a pierdut)
- 1945 — La selva de fuego - (Pădurea de foc)
- 1946 — La devoradora - (Devoratorul)
- 1948 — Jalisco canta en Sevilla - (Jalisco cântă în Sevilla)
- 1949 — Hipólito el de Santa - (Hippolito al lui Moș Crăciun)
- 1950 — Por la puerta falsa - (Spre ușa falsă)
- 1950 — Crimen y castigo - (Crimă și pedeapsă)
- 1952 — Los hijos de María Morales - (Copiii / Fiii Mariei Morales'
- 1952 — Canción de cuna - (Cântec de leagăn)
- 1953 — Tres citas con el destino - (Trei întâlniri cu destinul)